# Bluntisham
Bluntisham är en civil parish i Storbritannien.   Den ligger i distriktet Huntingdonshire i grevskapet Cambridgeshire i riksdelen England, i den sydöstra delen av landet, 90 km norr om huvudstaden London.
Charles Goodman Tebbutt kom från Bluntisham. Det var i samband med hans besök i Stockholm som Sveriges första bandyklubb bildades.